# 波川站

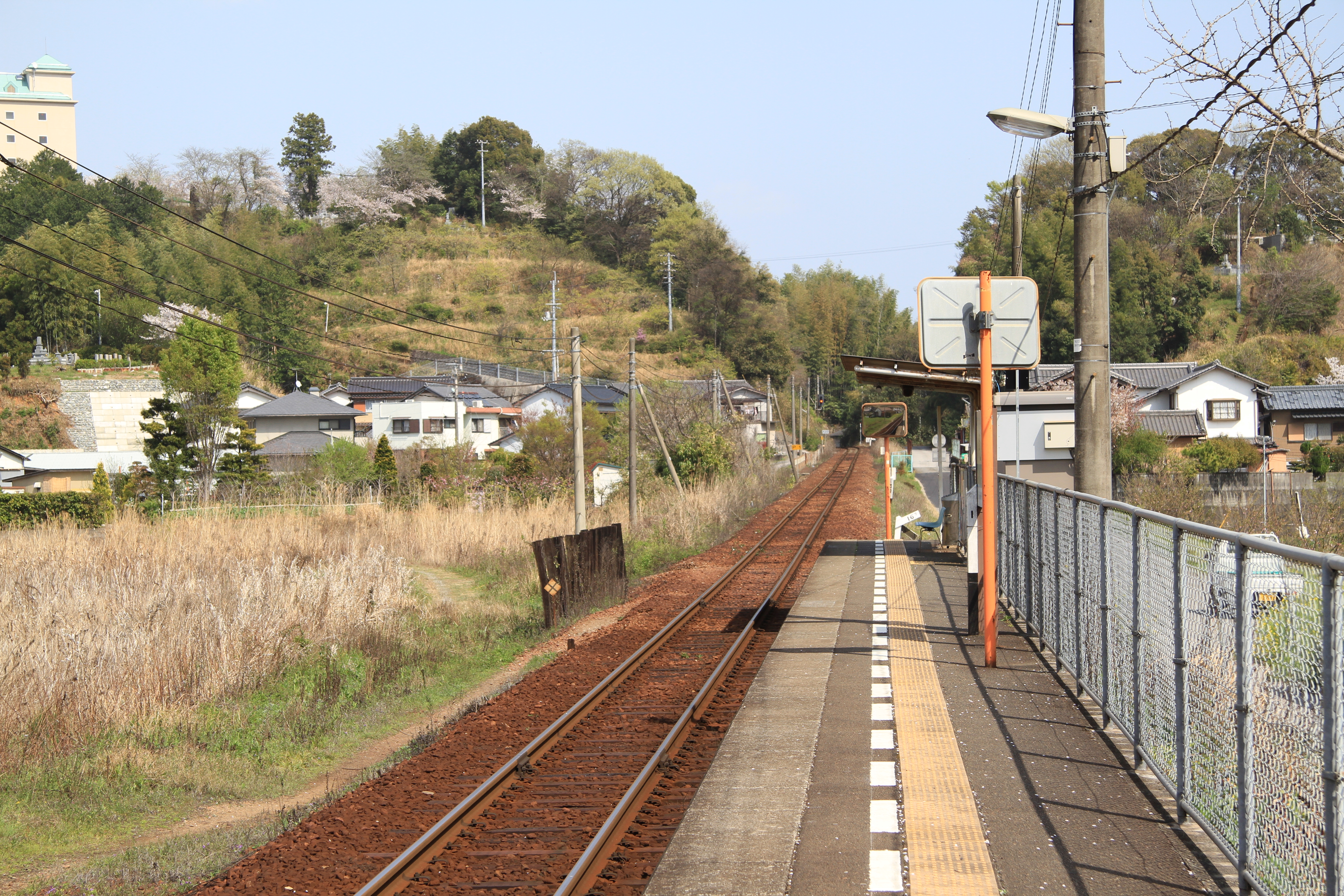
從月台向高知方向。

波川站（日语：／ Hakawa eki */?）是一位於日本高知縣吾川郡伊野町波川、隸屬於四國旅客鐵道（JR四國）的鐵路車站。車站編號為K08。本站與圓行寺口站都是同時期新設的高知市郊通勤站。
由於土佐電氣鐵道的伊野線並不服務此區域，因此本站成為來往高知市區的主要交通工具。

## 車站結構
現時車站為1面1線設計，屬於單線雙程路段，車站為簡易月台設計，沒有設置站舍，亦沒有等候室，月台闊度較窄。因是早期建立的車站，因此並不是採用金屬枝架來搭建月台，而是採用較傳統的混凝土堆高方式來興建。月台出入口置於向高知方向的月台末端，為斜道形式。自動售票機設於月台上。
| 路線    | 方向     | 目的地                   |
| ------- | -------- | ------------------------ |
| ■土讚線 | （下行） | 須崎、窪川方向           |
| ■土讚線 | （上行） | 伊野、高知、土佐山田方向 |

## 歷史
- 1964年10月1日：開業。
- 1987年4月1日：日本國鐵分割民營化，車站的營運由JR四國繼承，同時昇格為車站。

## 相鄰車站
四國旅客鐵道（JR四國）
■土讚線
伊野（K07）－波川（K08）－小村神社前（K08-1）